# Ben Sharpsteen
Ben Sharpsteen (Tacoma, 4 de setembro de 1895 - Calistoga, 20 de dezembro de 1980) foi um cineasta, produtor e animador estadunidense.

## Filmografia
Filmografia parcial
- Pinocchio (1940 - diretor)
- Dumbo (1941 - diretor)
- Seal Island (1948 - produtor)
- Water Birds (1952 - diretor)
- Bear Country (1953 - produtor)
- The Living Desert (1953 - produtor)
- The Vanishing Prairie (1954 - produtor)
- Men Against the Arctic (1955 - produtor)
- White Wilderness (1958 - produtor)
- Ama Girls (1958 - produtor)